# Яньшин, Дмитрий Васильевич
Дмитрий Васильевич Яньшин (8 ноября 1930 года, село Красный Лог, Каширский район, Воронежская область — 26 апреля 2010 года, там же) — передовик сельскохозяйственного производства, механизатор свекловодческого звена. Герой Социалистического Труда (1965).

## Биография
Родился 8 ноября 1930 года в многодетной крестьянской семье в селе Красный Лог Каширского района Воронежской области. С 1950 года работал разнорабочим, прицепщиком и трактористом колхоза «Красный Восток» и с 1958 года — механизатором свекловодческого звена в колхозе «Рассвет» Каширского района. В 1965 году был удостоен звания Героя Социалистического Труда за высокие результаты в урожайности и сборе сахарной свеклы.
Избирался депутатом Воронежского областного совета народных депутатов.
В 1996 году вышел на пенсию.

## Награды
- Герой Социалистического Труда — указом Президиума Верховного Совета СССР от 31 декабря 1965 года
- Орден Ленина
- Орден Трудового Красного Знамени (1971)
- Орден Октябрьской Революции (1973)